# Fageia panamensis
Espèce
Fageia panamensis est une espèce d'araignées aranéomorphes de la famille des Philodromidae.

## Distribution
Cette espèce est endémique de la province de Panama Ouest au Panama,. Elle se rencontre sur l'île Barro Colorado.

## Description
La femelle holotype mesure 3,83 mm.

## Systématique et taxinomie
Cette espèce a été décrite par Schinelli, Marques, do Prado, Teixeira et Baptista en 2024.

## Étymologie
Son nom d'espèce, composé de panam[a] et du suffixe latin -ensis, « qui vit dans, qui habite », lui a été donné en référence au lieu de sa découverte, le Panama.

## Publication originale
- Schinelli, Marques, do Prado, Teixeira & Baptista, 2024 : « Taxonomic revision of the elusive Neotropical running crab spider genus Fageia Mello-Leitão, 1929 (Araneae, Philodromidae). » Zoological Research: Diversity and Conservation, vol. 1, no 3, p. 204-225.